# ミルキィパーティー!!!!
『ミルキィパーティー!!!!』は、2013年3月13日にLantisからリリースされたミルキィホームズのベストアルバム。

## 概要
ミルキィホームズによる、1枚目のベストアルバム。新曲「ミラクル×パニック♡エンドレス」、CD未収録音源、ライブ限定販売楽曲に加え、ミルキィホームズがそれまでに関わってきた数々の楽曲がディスク2枚にわたって32曲収録されている。

## 収録曲

### Disc1
1. ミラクル×パニック♡エンドレス [4:38]
歌：ミルキィホームズ
作詞：こだまさおり、作曲・編曲：鈴木裕明
2. 雨上がりのミライ [4:22]
歌：ミルキィホームズ
作詞：畑 亜貴　作曲・編曲：神前 暁
  - PSP専用ゲームソフト『探偵オペラ ミルキィホームズ』オープニングテーマ
3. 正解はひとつ！じゃない！！ [4:02]
歌：ミルキィホームズ
作詞：畑 亜貴　作曲・編曲：山口朗彦
  - TVアニメ「探偵オペラ ミルキィホームズ」オープニングテーマ
4. フレフレmy勇気！ [3:56]
歌：ミルキィホームズ
作詞：こだまさおり　作曲・編曲：鈴木裕明
5. こちらミルキィホームズ！ [4:53]
歌：ミルキィホームズ
作詞：こだまさおり　作曲・編曲：虹音
6. ミルキィtea time [4:46]
歌：ミルキィホームズ
作詞：こだまさおり　作曲：俊龍　編曲：近藤昭雄
7. いつだってサポーター！ [3:34]
歌：ミルキィホームズ
作詞：こだまさおり　作曲・編曲：板垣祐介
8. 恋の調査報告書 [4:01]
歌：ミルキィホームズ
作詞：こだまさおり　作曲・編曲：鈴木裕明
  - ニコニコ生放送「電波研究社」3月度エンディング主題歌
9. ドリーム脳内T.K.O!!!! [4:18]
歌：ミルキィホームズ
作詞：こだまさおり　作曲：福本公四郎　編曲：安藤高弘
10. ナゾ！ナゾ？Happiness!! [3:59]
歌：ミルキィホームズ
作詞：こだまさおり　作曲・編曲：高田 暁
  - TVアニメ「探偵オペラ ミルキィホームズ 第二幕」オープニングテーマ
11. 泣き虫TREASURES [4:39]
歌：ミルキィホームズ
作詞：こだまさおり　作曲・編曲：河田貴央
  - TVアニメ「カードファイト!! ヴァンガード」エンディングテーマ
12. 勝利ノキズナ [5:15]
歌：ミルキィホームズ
作詞：こだまさおり　作曲：山田高弘　編曲：中西亮輔
13. Day by Day 〜キミと一緒に [4:35]
歌：ミルキィホームズ
作詞：こだまさおり　作曲・編曲：鈴木裕明
  - TBS系テレビ『ランク王国』4・5月度 オープニングテーマ
14. 手のひらのキセキ [5:02]
歌：ミルキィホームズ
作詞：こだまさおり　作曲・編曲：高田 暁
15. 聞こえなくてもありがとう [4:58]
歌：ミルキィホームズ
作詞：畑 亜貴　作曲・編曲：神前 暁
  - PSP専用ソフト「探偵オペラ ミルキィホームズ」エンディングテーマ
16. パーティーパーティー！ [4:08]
歌：ミルキィホームズ
作詞：こだまさおり　作曲・編曲：鈴木裕明
  - TVアニメ「『探偵オペラ ミルキィホームズ』　サマー・スペシャル　さようなら、小衣ちゃん。ロンググッドバイ・フォーエバーよ永遠に…」エンディングテーマ

### Disc2
1. 雨上がりのミライ(Alternative Mix) [4:10]
歌：ミルキィホームズ
作詞：畑 亜貴　作曲：神前 暁　編曲：fandelmale（Arte Refact）
  - TVアニメ「探偵オペラ ミルキィホームズ Alternative ONE ～小林オペラと5枚の絵画～」オープニングテーマ
2. プロローグは明日色 [3:54]
歌：ミルキィホームズ
作詞：こだまさおり　作曲・編曲：森 慎太郎
  - PSP専用ソフト「探偵オペラ ミルキィホームズ2」オープニングテーマ
3. バイバイエール！ [4:13]
歌：ミルキィホームズ
作詞：こだまさおり　作曲・編曲：原田アツシ
  - PSP専用ソフト「探偵オペラ ミルキィホームズ2」エンディングテーマ
4. それはTOYS☆ [4:00]
歌：シャーロック・シェリンフォード（三森すずこ）＆コーデリア・グラウカ（橘田いずみ）
作詞：こだまさおり 作曲：福本公四郎 編曲：鈴木盛広
5. グッデイ・エブリデイ [3:28]
歌：シャーロック・シェリンフォード（三森すずこ）
作詞：こだまさおり　作曲・編曲：黒須克彦
6. ヒミツの花園 [3:42]
歌：コーデリア・グラウカ（橘田いずみ）
作詞：こだまさおり　作曲・編曲：板垣祐介
7. ぎみぃみるきぃ [4:38]
歌：譲崎ネロ（徳井青空）＆エルキュール・バートン（佐々木未来）
作詞：こだまさおり　作曲・編曲：鈴木裕明
8. DADADA☆はっく [3:39]
歌：譲崎ネロ（徳井青空）
作詞：こだまさおり　作曲・編曲：鈴木裕明
9. ヒロイン探偵物語 [4:28]
歌：エルキュール・バートン（佐々木未来）
作詞：こだまさおり　作曲・編曲：佐々倉有吾
10. ふたりはトモダチ [4:18]
歌：シャーロック・シェリンフォード（三森すずこ）＆譲崎ネロ（徳井青空）
作詞：こだまさおり　作曲・編曲：佐伯高志
11. ムーンライト探偵S&N [4:14]
歌：シャーロック・シェリンフォード（三森すずこ）＆譲崎ネロ（徳井青空）
作詞：こだまさおり　作曲・編曲：鈴木裕明
12. ミルキィウェイであいましょう [3:57]
歌：エルキュール・バートン（佐々木未来）＆コーデリア・グラウカ（橘田いずみ）
作詞：こだまさおり　作曲：田代智一　編曲：板垣祐介
13. ヴィーナス戦線異状なし [3:45]
歌：エルキュール・バートン（佐々木未来）＆コーデリア・グラウカ（橘田いずみ）
作詞：こだまさおり　作曲・編曲：鈴木裕明
14. はいぱーみるきぃあわー [3:48]
歌：ミルキィホームズ
作詞：こだまさおり　作曲・編曲：鈴木裕明
  - Webラジオ「ミルキィホームズ 探偵学院放送室4」テーマソング
15. キミのなかのワタシ [4:35]
歌：ミルキィホームズ & SV TRIBE（美郷あき、 遠藤正明、きただにひろし）
作詞：こだまさおり　作曲・編曲：山田高弘
  - TVアニメ「探偵オペラ ミルキィホームズ Alternative ONE ～小林オペラと5枚の絵画～」エンディングテーマ
16. ナマコソング [1:16]
歌：ミルキィホームズ
作詞：森脇真琴・桜井弘明　作曲：桜井弘明　編曲：武藤星児